# .berlin
A .berlin egy internetes legfelső szintű tartomány kód, hivatalosan be nem jelentett kód.